# Pantala
Pantala — рід бабок, що належить до родини Libellulidae. Рід містить такі види:
- Pantala flavescens (Fabricius, 1798)[2]
- Pantala hymenaea (Say, 1840)[2]